# غيطة
موسيقى الغيطة، فن ولد بشكل أساسي في مدينة بنغازي الليبية ، في القرون الاربعة الماضية، وهي إحدى أهم الموسيقى الشعبية الليبية إلى جانب جر سواحلي، والمرسكاوي.
وتشتهر الغيطة بسرعة الإيقاع بشكل عنيف ويمكن ان نشبها بموسيقة (هارد روك) في أمريكة مع فرق في نوع الالات الموسيقية والايقاعات، وتعد موسيقة الغيطة هي موسيقة شبابية فقط أي لشباب من دون الشابات وهذة الموسيقة تعد إحدى اعمدة في الحفلات والمناسبات الكبرى كاعراس والانتصارات في البطولات الرياضية.

## الات واشعار الغيطة
في السابق كانت الموسيقة الغيطة تعتمد على الات (العود، الدربوكة، الطبلة، الزمارة، الزكرة، الغيطة) اما في نصف القرن الماضي فلقد دخلت الات (الاوكريوم، اورغ) مع الات السابقة.
اشعار الغيطة لا تشترط ان تكون ذات قافية إذا كانت تكسر اللحن واشعارة ما بين متوسطة وقصيرة وأحياننا بضع كلمات ذات قيمة عالية تكفي، ومن أشهر المغنون هذا الفن اليوم الفنان الليبي (إبراهيم العكشي) وغيرة الكثيرون.